# Конфессионализм (политика)

Религиозные символы

Конфессионализм — это система правления, при которой политическая власть и распределение государственных должностей основываются на религиозной принадлежности граждан. В такой системе разные конфессии получают институционально закреплённые квоты или роли в управлении государством.

## Ирак
В политике Ирака после вторжения США в Ирак в 2003 году оккупационная администрация ввела систему, в которой власть делилась между тремя основными этническими и религиозными группами: арабами-мусульманами-шиитами, арабами-мусульманами-суннитами и курдами. Политическая традиция продолжается до сих пор, когда президентом становится курд, спикером парламента — араб-мусульманин-суннит, а премьер-министром — араб-мусульманин-шиит.

## Ливан
В Ливане концепция конфессионализма имеет важное политическое значение, поскольку политическая власть и правительственная бюрократия организованы в соответствии с религиозными конфессиями. Таифское соглашение, подписанное Ливанов в 1989 году, предусматривают президента — маронита, премьер-министра — суннита и спикера парламента — шиита.

## Османская империя
Перераспределение мест по конфессиональному признаку на Ближнем Востоке было начато еще во времена Османской империи (например, в имперском парламенте) и продолжалось после развала, в нескольких пост-Османских странах с зарезервированными местами для немусульманских, а именно христианских, меньшинств (Сирия, Иордания, Ирак), или для всех религиозных общин, включая мусульманские подгруппы и христианские церкви в Ливане. Похожая система преобладает в Иране для армянских, ассирийских, иудейских и зороастрийских меньшинств.